# Kleine Hut
Kleine Hut (Frans: Petite Espinette) is een plaats in de gemeente Ukkel. De plaats ontstond als trefpunt in het westelijke Zoniënwoud langs de steenweg van Brussel naar Waterloo bij de kruising met de Sint-Hubertusdreef. De naam is afgeleid van een houten hut met een pannendak, waarschijnlijk opgericht als jachtpaviljoen. Op de Ferrariskaart, daterend van het einde van de 18de eeuw, is Kleine Hut al terug te vinden als een benoemde plaats met twee gebouwen en enkele omliggende terreinen. In de 19de eeuw werd er door de NMVB een tramlijn aangelegd naar Sint-Genesius-Rode. Deze tramlijn liep aan de oostkant van de Waterloose steenweg. Kleine Hut was hierbij een belangrijke halte die toegang bood tot het Zoniënwoud. De sectie Rouppeplein - Kleine Hut was in 1894 de eerste NMVB-lijn die geëlektrificeerd werd. De gronden ten westen van de Waterloosesteenweg werden in de 20ste eeuw verkaveld door de gemeenten Ukkel en Sint-Genesius-Rode zodat één aansluitende wijk werd gevormd.